# Адылъял
Адылъя́л (чув. Атăльял) — деревня в Чебоксарском районе Республики Чувашии России, в составе Вурман-Сюктерского сельского поселения.

## География
Расстояние до Чебоксар 26 км, до районного центра — посёлка Кугеси — 31 км, до железнодорожной станции 26 км. Деревня расположена при реке Вурна́рка, по обе стороны реки Шуме́р.

### Административно-территориальное деление
В XVIII веке — в составе Сюндырской волости Козьмодемьянского уезда, с 1920 по 1927 год — в составе Чебоксарского уезда, с 1927 по 1935 год — в составе Чебоксарского района, с 1935 по 1959 год — в составе Ишлейского района, с 1959 года — в составе Сундырского района, с 1960 года вновь в составе Чебоксарского района. Сельские советы: с 1 октября 1927 года — Кибечкаси́нский, с 29 января 1960 года — Вурма́н-Сюкте́рский.

## Топонимика
Название произошло от чув. названия р. Волга (чув. Атӑл) и чув. ял «село, деревня».— Географические названия Чувашской Республики.

### Исторические и прежние названия
Историческое название — Нижний Алдиа́л. Выселок деревни Ма́лый Ишле́й.

## История
Деревня появилась в XVIII веке как выселок деревни Малый Ишле́й (Ма́лые Ишле́и ныне — Питикасы́). Жители до 1866 года — государственные крестьяне; занимались земледелием, животноводством, лозоплетением, лесоразработкой, отхожими промыслами. В 1890 году открыта школа грамоты. В начале XX века действовала водяная мельница, в 1920-е годы — промысловая артель по производству швейных и плетёных изделий, кирпича и пиломатериалов. В 1931 году образован колхоз «Богатырь».

## Население
Число дворов и жителей: 

в 1795 — 21 двор;

1859 — 22 двора, 85 мужчин, 82 женщины; 

1897—138 мужчин, 116 женщин; 

1926 — 72 двора, 164 мужчины, 171 женщина; 

1939—148 мужчин, 207 женщин; 

1979—134 мужчины, 195 женщин; 

2002 — 97 дворов, 220 человек: 106 мужчин, 114 женщин; 

2010 — 81 частное домохозяйство, 226 человек: 111 мужчин, 115 женщин.
| 2010 | 2012 |
| ---- | ---- |
| 226  | ↗245 |

По данным Всероссийской переписи населения 2002 года в деревне проживали 220 человек, преобладающая национальность — чуваши (99 %).

## Экономика
Функционирует СХПК «Атăл» (2010).

## Инфраструктура
Улицы: Гоголя, Гэсстроя, Достоевского, Крестьянская, Лермонтова, Окружная, Орбита, Первомайская, Пушкина, Рыбацкая, Тургенева, Цветочная, Чехова.

Переулок: Торговый.

## Памятники и памятные места
- Памятник воинам, погибшим в Великой Отечественной войне (ул. Крестьянская)[9].